# Borănești (gmina)
Borănești – gmina w Rumunii, w okręgu Jałomica. Obejmuje miejscowości Borănești i Sintești. W 2011 roku liczyła 2454 mieszkańców. 